# Silometopoides sibiricus
Silometopoides sibiricus là một loài nhện trong họ Linyphiidae.
Loài này thuộc chi Silometopoides. Silometopoides sibiricus được Kirill Yuryevich Eskov miêu tả năm 1989.